# Austrobdella rapax
Austrobdella rapax is een ringworm uit de familie van de Piscicolidae. De wetenschappelijke naam van de soort is voor het eerst geldig gepubliceerd in 1873 door Verrill.